# بيرت كينير
بيرت كينير (بالإنجليزية: Bert Kinnear) (24 أكتوبر 1923 – 10 يناير 2011) هو سبّاح من بريطانيا الغظمي راحل، مثّل بلاده في الألعاب الأولمبية الصيفية 1948.

## روابط خارجية
بيرت كينير على موقع الاتحاد الدولي للسباحة (الإنجليزية)
- بيرت كينير على موقع SwimRankings.net (الإنجليزية)
- بيرت كينير على موقع اللجنة الأولمبية الدولية (الإنجليزية)
- بيرت كينير على موقع أوليمبيديا (الإنجليزية)
- بيرت كينير على موقع اللجنة الأولمبية البريطانية (الإنجليزية)
- بيرت كينير على موقع اتحاد ألعاب الكومنولث (مؤرشف) (الإنجليزية)